# Stupeň B1022 Falconu 9
Stupeň B1024 Falconu 9 je první stupeň rakety Falcon 9 vyráběné společností SpaceX. Poprvé a naposledy tento první stupeň letěl v květnu 2016, při misi JCSAT-14, kdy do vesmíru vynesl stejnojmennou telekomunikační družici. Statický zážeh pro tuto misi proběhl 1. května 2016. Po vynesení nákladu úspěšně přistál na plovoucí plošině OCISLY a stal se tak prvním prvním stupněm, který vynesl náklad na GTO.
Následně SpaceX provedlo s tímto stupněm několik statických zážehů, v plné délce, aby se zjistilo co tento stupeň, z mise na GTO, snese. 

## Přehled letů
| Číslo použití | Datum startu (UTC) | Let číslo | Náklad   | Start | Místo startu | Přistání | Místo přistání | Poznámky |
| ------------- | ------------------ | --------- | -------- | ----- | ------------ | -------- | -------------- | -------- |
| 1             | 6. květen 2016     | 24        | JCSAT-14 |       | CCAFS SLC-40 |          | OCISLY         |          |